# Coco (film, 2017)
A Coco 2017-ben bemutatott egész estés amerikai számítógépes animációs film, amelyet a Pixar Animation Studios készített, és a Walt Disney Pictures forgalmaz. A filmet Lee Unkrich, a Toy Story 3. rendezője jegyzi, akitől a film eredeti ötlete is származik. Társrendezője Adrian Molina, aki a film a forgatókönyvét is írta.
A film legelső, nagyközönség előtt való bemutatója 2017. október 20-án történt meg Mexikóban, közvetlenül egy héttel a Día de los Muertos előtt. Az Egyesült Államokban november 22-én volt a bemutatója, Magyarországon pedig egy nappal később, november 23-án mutatták be.
A film kimagaslóan pozitív visszajelzést kapott a kritikusoktól, nagyra méltatták az animációt, a színészek teljesítményét, a megható történetet, és a mexikói kultúra tiszteletteljes bemutatását. Világszerte 807 millió dollárt termelt, amivel a 15. helyre került a "minden idők legtöbb bevételét hozó animációs filmek" listán. Az Amerikai Filmkritikusok Szövetsége 2017 legjobb filmjének nyilvánította. A film számos kritikai díj mellett nyert két Oscar-díjat is, a "Legjobb Animációs Film" és a "Legjobb Eredeti Betétdal" (Remember Me) kategóriában.

## Rövid történet
A film témája a mexikói halottak napja köré összpontosul. Főszereplője Miguel Rivera, egy tizenkét éves fiú, aki előtt varázslatos módon megnyílik a holtak világa. Miguel kalandos utazásra indul, hogy felderítsen egy ősi családi rejtélyt...

## Cselekmény
|  | Alább a cselekmény részletei következnek! |

Miguel Rivera egy tizenkét éves fiú a mexikói Santa Cecillia városában. Szenvedélyes zenerajongó, ám a családja nemzedékek óta gyűlöli a zenét, amióta Miguel ükapja elhagyta a családot, hogy világhírre törjön zenészként. Miguel álmait egyedül a dédanyja, Coco érti meg (bár ő már meglehetősen feledékeny), a családja többi tagja azt akarja, hogy a Rivera-hagyományt folytassa, és cipésznek álljon. Miguel valósággal bálványozza Ernesto de la Cruzt, a leghíresebb zenészt Mexikó történetében, és az az álma, hogy egyszer ő is a zenéjéből éljen meg, ahogy Ernesto tette.
Miután halottak napján Miguel felfedezi, hogy egy régi családi fényképen rajta van Ernesto híres gitárja is, arra a következtetésre jut, hogy Ernesto az ő néhai ükapja. Ezen felismerés nyomán be akar nevezni egy zenei tehetségkutató versenyre, ám ehhez szüksége van egy gitárra is. Mivel egy ebből kiinduló veszekedés során a nagyanyja eltöri a saját gitárját, azt tervezi, hogy kölcsönveszi Ernesto emlékhelyéről az ő gitárját, hogy azzal lépjen fel. Ám, amint ellopja és megpengeti a gitárt, különös dolog történik: láthatatlanná válik a halandó emberek számára, ő maga viszont képes arra, hogy a saját szemével lássa az elhunyt emberek csontváz-szellemét, akik halottak napján átjönnek ebbe a világba, hogy együtt legyenek még élő szeretteikkel. Miguel megismerkedik elhunyt családtagjai szellemével, s az ő invitálásukra meglátogatja a holtak világát.
A holtak világa a következőképpen működik: azok, akikre élő szeretteik még emlékeznek, s a halottak napján kiteszik a fényképüket a tiszteletükre felállított oltárra (ofrenda, a mexikói hagyomány szerint), azok átmehetnek az élők világába. Akikről viszont senki nem emlékezik meg, azok végleg a holtak földjén maradnak, s ha már nincs senki az élők közt, aki emlékezne rájuk, akkor ebből a világból is eltűnnek, úgyszólván „végleg eltávoznak”.
Miguel csak akkor juthat vissza az élőkhöz, ha valamelyik elhunyt családtagja az áldását adja rá. De miután Miguel tudja, hogy elhunyt rokonai szintén nem támogatnák zenei ambícióit, ezért meg akarja találni Ernesto de la Cruzt, hogy az ő áldását kérje. Megszökik a családjától, és hosszú utazásra indul, hogy megtalálja Ernestót. Útjára vele tart Hector is, egy bajkeverő a holtak földjén, aki állítása szerint jól ismeri Ernestót. Felajánlja, hogy segít Miguelnek megtalálni őt, ha cserébe a fiú eljuttatja a fényképét az élők világába, s kiteszi egy oltárra. Az idejük  közben vészesen fogy, mert Hector folyamatosan sorvadozik, ahogy az élők elfeledik őt, ráadásul Miguel is egyre inkább csontvázzá válik, minél többet tartózkodik a holtak között, és ha napkeltéig nem tér vissza az élők földjére, akkor végleg itt marad.
Miguel megtalálja Ernestót, nem sokkal azután, hogy ő és Hector egy kisebb nézeteltérés miatt különváltak; Hector dühös volt, amiért Miguel nem mondta el, hogy a családja elől menekül, Miguel pedig azzal vádolta Hectort, hogy csak a saját boldogulása érdekli, az övével nem törődik. Egy zenei fesztivál keretében Miguelnek alkalma lesz bebizonyítania Ernestónak a tehetségét, s miután úgy mutatja be magát a muzsikusnak mint az ükunokája, Ernesto hatalmas vendégszeretettel fogadja a fiút. Már épp azon lennének, hogy Ernesto az áldását adja, amikor megjelenik Hector, és felfedi, hogy egykor régen ő és Ernesto muzsikuspartnerek voltak, de különváltak útjaik, miután Hector úgy döntött, hazatér a családjához. Szóváltásuk során több dologra is fény derül, többek között arra is, mi történt akkor, mikor életükben még utoljára látták egymást. Hector rájön, hogy a halála azon éjszakán nem volt véletlen: Ernesto megmérgezte őt, hogy ellophassa a dalait, és hírnévre tegyen szert velük. Miután a titka kitudódott, Ernesto magához veszi Hector fotóját, és az embereivel egy cenote-gödörbe dobatja Hectort, Miguellel együtt.
Miguel bánja, hogy nem hallgatott korábban a családjára, Hector pedig elárulja, miért akart igazából az élők földjére menni: újra látni akarta a lányát, akit úgy emleget, „Drága Coco”; Miguel ebből rájön, hogy Hector az ő valódi ükapja. Coco az egyetlen, aki még emlékszik Hectorra, de mivel az emlékei halványodnak, így fennáll a veszélye, hogy Hector nem éri meg a napfelkeltét. Miután Miguel családjának segítségével megszöknek a cenotéből, Miguel felfedi a család előtt Hector halálának valódi okát, és a segítségüket kéri, hogy visszaszerezzék a fényképét. Közös erővel betörnek Ernesto nagy halottak napi parádéjára, és a színfalak mögött konfrontálják őt. A muzsikussal való összetűzés során a fénykép sajnos elmerül egy sártócsában, de a Riverák egy rejtett kamera segítségével leleplezik Ernesto kétszínűségét a rajongói előtt, ami egyszer s mindenkorra véget vet a hírnevének. A napfelkelte közeledtével Hector az utolsó életerejét arra használja, hogy az áldását adja Miguelre, ezzel hazaküldve őt, miközben arra kéri, sose felejtse el, mennyire fontos az ember életében a család.
Pirkadatkor Miguel hazatér az otthonába, s megpróbálja Cocót emlékeztetni Hectorra, sokáig teljesen sikertelenül. Mikor azonban eljátssza az "Emlékezz rám" című dalt, melyet Hector kifejezetten Cocónak írt, mielőtt De la Cruz ellopta tőle, a zene visszahozza Coco emlékeit az édesapjáról. Elmondja, hogy annyi éven át megőrizte az apja fényképét és leveleit is, amiket mindig küldött neki utazásai során. Hector emléke ezzel megmenekül. A család hatalmas örömmel hallgatja Coco meséit, és örülnek, hogy Miguel épségben hazatért.
Egy év múlva újra eljön halottak napja. Coco eltávozott az élők sorából, de így végre újra egyesülhetett a szüleivel a holtak földjén. A Coco által megőrzött levelekkel Miguel bebizonyította a világnak, hogy Hector volt az igazi zenész, De la Cruz pedig csaló, és visszaállította ükapja egykori dicsőségét. Miguel családja végre elismerte a fiú tehetségét, így az idei halottak napját már zenével ünnepelték, miközben elhunyt rokonaik csatlakoztak hozzájuk a holtak földjéről, hogy titokban ők is velük ünnepeljenek.
|  | Itt a vége a cselekmény részletezésének! |

## Szereplők
| Szereplő             | Eredeti hang            | Magyar hang        |
| -------------------- | ----------------------- | ------------------ |
| Miguel               | Anthony González        | Szabó Bence        |
| Hector               | Gael García Bernal      | Szabó Máté         |
| Ernesto de la Cruz   | Benjamin Bratt          | Vincze Gábor Péter |
| Abuelita (=nagymama) | Renee Victor            | Halász Aranka      |
| Imelda mama          | Alanna Ubach            | Peller Anna        |
| Coco mama            | Ana Ofelia Murguía      | Szabó Éva          |
| Mama                 | Sofía Espinosa          | Sallai Nóra        |
| Papa                 | Jaime Camil             | Szatory Dávid      |
| Julio papa           | Alfonso Arau            | Balázs Péter       |
| Berto bácsi          | Luis Valdez             | Faragó András      |
| Oscar bácsi          | Herbert Siguenza        | Jakab Csaba        |
| Felipe bácsi         | Herbert Siguenza        | Rubold Ödön        |
| Victoria néni        | Dyana Ortelli           | Kisfalvi Krisztina |
| Rosita néni          | Selene Luna             | Kokas Piroska      |
| Frida Kahlo          | Natalia Cordova-Buckley | Timkó Eszter       |
| Chicharrón           | Edward James Olmos      | Borbiczki Ferenc   |
| Gustavo              | Lombardo Boyar          | Kerekes József     |
| Mariachi a téren     | Lombardo Boyar          | Kassai Károly      |
| Ügyintéző            | Gabriel Iglesias        | Harsányi Gábor     |
| Rendőr az őrsön      | Cheech Marin            | Kőszegi Ákos       |
| Átkelési ügynök      | Carla Medina            | Roatis Andrea      |
| Műsorvezető          | Blanca Araceli          | Solecki Janka      |
| Don Hidalgo          | Luis Valdez             | Kautzky Armand     |

## Zene
| Magyar                      | Magyar                         | Angol                  | Angol                               |
| Dal                         | Előadó                         | Dal                    | Előadó                              |
| --------------------------- | ------------------------------ | ---------------------- | ----------------------------------- |
| Emlékezz rám                | Vincze Gábor Péter             | Remember me            | Benjamin Bratt                      |
| Az érzés közel              | Vincze Gábor Péter Szabó Bence | Much Needed Advice     | Benjamin Bratt Anthony González     |
| Ismerjük mind Juanitát      | Szabó Máté                     | Everyone Knows Juanita | Gael García Bernal                  |
| Un Poco Loco                | Szabó Bence Szabó Máté         | Un Poco Loco           | Anthony González Gael García Bernal |
| Emlékezz rám (ism.)         | Szabó Máté                     | Remember me (Lullaby)  | Gael García Bernal                  |
| La Llorona                  | Eredeti nyelven                | La Llorona             | Antonio Sol Alanna Ubach            |
| Emlékezz rám (ism.)         | Szabó Bence Szabó Éva          | Remember me (Renuion)  | Anthony González Ana Ofelia Murguía |
| Együtt lüktet a szívdobogás | Szabó Bence                    | Proud Corazón          | Anthony González                    |

## Rövidfilm
A film mozis bemutatója előtt mutatták be a legújabb Jégvarázs-rövidfilmet, az Olaf karácsonyi kalandját. Ez volt az első alkalom, hogy a Pixar nem saját készítésű rövidfilmjét mutatja be az egyik mozifilmjük előtt. A rövidfilm játékideje 21 perc, amivel az egyik leghosszabb idejű rövidfilmnek bizonyult, amit mozifilm előtt valaha bemutattak. A Coco  magyar bemutatóját követően pár héttel, 2017. december 24-én az RTL Klub is műsorra tűzte a rövidfilmet.

## ÖsszevetésAz élet könyvével
A filmet több kritikai támadás érte amiatt, hogy a témája erős hasonlóságot mutat a 2014-ben megjelent Az élet könyve című animációs filmmel, mely szintén a mexikói halottak napján játszódik, és szintén a film főhősének utazásáról szól a holtak birodalmában. Lee Unkrich rendező kijelentette, hogy az ötlet mindig is eredeti volt számára, és csak azért, mert a két film témája hasonlít, még nem jelenti, hogy az egyik utánzása lenne a másiknak.  Marissa Martinelli, a Slate kritikusa rámutatott, hogy a történet és a szereplők is egészen más a két filmben, és a Coco-t sokkal inkább egy másik Pixar-filmhez, a L’ecsóhoz hasonlította, összevetve a két film főszereplőjét, Miguelt és Remyt. Továbbá a film üzenetét és érzelmi mondanivalóját sokkal inkább egy másik filmhez, a Chihiro Szellemországban című 2001-es filmhez hasonlította. Az animáció stílusa is eltérést mutat, hisz, míg Az élet könyvében az élő emberek is azonos szerkezetűek a halott csontvázakkal, a Coco nagyon részletgazdagon igyekszik elkülöníteni az élő és holt szereplőket.

## Televíziós megjelenések
- HBO, HBO 2
- RTL Klub, Cool